# Real Madrid Club de Fútbol 1979-1980
Questa voce raccoglie le informazioni riguardanti il Real Madrid Club de Fútbol nelle competizioni ufficiali della stagione 1979-1980.

## Rosa
| N. |                   | Ruolo | Calciatore                |
| -- | ----------------- | ----- | ------------------------- |
|    | Spagna (bandiera) | P     | Mariano García Remón      |
|    | Spagna (bandiera) | P     | Miguel Ángel González     |
|    | Spagna (bandiera) | D     | José Antonio Camacho      |
|    | Spagna (bandiera) | D     | Isidoro San José          |
|    | Spagna (bandiera) | D     | Gregorio Benito           |
|    | Spagna (bandiera) | D     | Andrés Sabido             |
|    | Spagna (bandiera) | D     | Ángel Pérez García        |
|    | Spagna (bandiera) | D     | Antonio García Navajas    |
|    | Spagna (bandiera) | D     | Enrique Herrero Cuartango |
|    | Spagna (bandiera) | C     | Ángel De los Santos       |
|    | Spagna (bandiera) | C     | Vicente del Bosque        |

| N. |                           | Ruolo | Calciatore                 |
| -- | ------------------------- | ----- | -------------------------- |
|    | Germania Ovest (bandiera) | C     | Uli Stielike               |
|    | Spagna (bandiera)         | C     | Pirri                      |
|    | Spagna (bandiera)         | C     | Francisco García Hernández |
|    | Spagna (bandiera)         | C     | Miguel Ángel Portugal      |
|    | Spagna (bandiera)         | A     | Santillana                 |
|    | Spagna (bandiera)         | A     | Juanito                    |
|    | Inghilterra (bandiera)    | A     | Laurie Cunningham          |
|    | Argentina (bandiera)      | A     | Roberto Martínez           |
|    | Spagna (bandiera)         | A     | Isidro Díaz González       |
|    | Spagna (bandiera)         | A     | Hipólito Rincón            |